# Кристал Спрингс (Мисисипи)
Кристал Спрингс (енгл. Crystal Springs) град је у америчкој савезној држави Мисисипи.

## Демографија
По попису из 2010. године број становника је 5.044, што је 829 (-14,1%) становника мање него 2000. године.
| Група             | 2000.         | 2010.         |
| Белци             | 2.509 (42,7%) | 1.807 (35,8%) |
| Афроамериканци    | 3.275 (55,8%) | 3.097 (61,4%) |
| Азијати           | 9 (0,2%)      | 15 (0,3%)     |
| Хиспаноамериканци | 72 (1,2%)     | 109 (2,2%)    |
| Укупно            | 5.873         | 5.044         |